# Baofan
Baofan (宝梵镇,  Bǎofàn Zhèn) ist eine Großgemeinde im Südwesten der Volksrepublik China. Sie gehört zum Verwaltungsgebiet des Kreises Pengxi, der seinerseits der bezirksfreien Stadt Suining in der Provinz Sichuan unterstellt ist. Benannt ist sie nach dem auf ihrem Gebiet gelegenen Baofan-Tempel (宝梵寺) aus der Zeit der nördlichen Song-Dynastie.

## Geographie
Die Großgemeinde hat eine Fläche von 39,4 Quadratkilometer, 13.300 Einwohner (2017) und liegt 15 km entfernt vom Zentrum von Pengxi. Die Kernsiedlung hat 1500 Einwohner. Das Gelände ist hügelig und fällt von Nord nach Süd ab, die durchschnittliche Höhe liegt bei 400 m. Der Xiaotong He (小潼河) fließt von Ost nach West auf einer Länge von vier Kilometern durch das Gebiet der Großgemeinde. In Baofan gibt es drei Stauseen: das Hongxing-Reservoir (红星水库), das Yangliuba-Reservoir (杨柳坝水库), und das Zhanghai-Reservoir (长海水库).

## Wirtschaft
2016 wurden 500 ha Szechuanpfeffer angebaut und der Anbau von 6 neuen Sorten Süßkartoffeln auf 22 ha ausgebaut. Zur Fleischproduktion gibt es 26 Betriebe mit über 50 Schweinen, drei mit über 1000 Schweinen, und einen Betrieb mit über 10.000 Schweinen, einen Betrieb mit über 150.000 geschlachteten Gänsen pro Jahr. In mehreren Betrieben werden zusammengenommen in der Großgemeinde 250.000 Kaninchen und 50.000 Hühner pro Jahr produziert.
Im Dorf Xinzhang (新长村) gibt es ein Projekt zur Erzeugung von Birkenhonig und Pfingstrosen-Honig. Auf 20 ha wurden Pfingstrosen angepflanzt, robuste Sorten mit hoher Nektarproduktion ausgewählt, und Bienenvölker kultiviert. Zusammen mit den dafür angelegten Bewässerungsgräben und -Teichen wurde die Anlage auch ein touristischer Anziehungspunkt.
Die Autobahn G42 von Shanghai nach Chengdu verläuft durch die Großgemeinde.

## Administrative Gliederung
Seit 2016 ist Baofan in 17 Verwaltungsdörfer und ein Nachbarschaftskomitee unterteilt. Die Dörfer sind:
- Yuejin (跃进村)
- Zengjiadian (曾家店村)
- Guangjiao (广教村)
- Jingtianba (井田坝村)
- Baofan (宝梵村)
- Sangli (桑梨村)
- Yunpanju (云盘咀村)
- Gaoshikan (高石坎村)
- Longshengya (龙胜垭村)
- Shiyuan (石院村)
- Zhanghai (长海村)
- Heqiao (鹤桥村)
- Daode (道德村)
- Hualian (华莲村)
- Longdong (龙洞村)
- Huashan (华山村)
- Xinzhang (新长村)